# Число Ферма
Числа Ферма́ — числа вида {\displaystyle F_{n}=2^{2^{n}}+1}, где {\displaystyle n\geqslant 0} (последовательность A000215 в OEIS).
При {\displaystyle n\in \{0,1,2,3,4\}} числа Ферма простые и равны {\displaystyle \ 3,\,5,\,17,\,257,\,65537;}. 
Пока других простых чисел Ферма не обнаружено, и неизвестно, существуют ли простые числа при n > 4 или же все прочие числа Ферма — составные.

## История
Изучение чисел такого вида начал Ферма, который выдвинул гипотезу, что все они простые. Однако эта гипотеза была опровергнута Эйлером в 1732 году, когда тот нашёл разложение числа {\displaystyle F_{5}} на простые сомножители:
{\displaystyle F_{5}=4294967297=641\cdot 6700417}.
Во времена Ферма считалось верным утверждение, что если {\displaystyle 2^{n}\equiv 2~({\text{mod}}~n)}, то {\displaystyle n} — простое, это утверждение оказалось неверным (был найден контрпример: {\displaystyle n=341}), по мнению Тадеуша Банахевича, именно это могло побудить Ферма выдвинуть свою гипотезу, так как утверждение {\displaystyle 2^{F_{n}}\equiv 2~({\text{mod}}~F_{n})} верно при всех {\displaystyle n}.

## Простые числа Ферма
На 2025 год известны 5 простых чисел Ферма — при {\displaystyle n\in \{0,1,2,3,4\}\colon }
{\displaystyle F_{0}=2^{2^{0}}+1=2^{1}+1=3;}
{\displaystyle F_{1}=2^{2^{1}}+1=2^{2}+1=5;}
{\displaystyle F_{2}=2^{2^{2}}+1=2^{4}+1=17;}
{\displaystyle F_{3}=2^{2^{3}}+1=2^{8}+1=257;}
{\displaystyle F_{4}=2^{2^{4}}+1=2^{16}+1=65537;}
Существование других простых чисел Ферма является открытой проблемой. Известно, что {\displaystyle F_{n}} являются составными при {\displaystyle 5\leqslant n\leqslant 32}.

## Свойства
- Правильный {\displaystyle n}-угольник можно построить с помощью циркуля и линейки тогда и только тогда, когда {\displaystyle n=2^{r}\cdot p_{1}\cdot p_{2}\cdot \ldots \cdot p_{k}} ({\displaystyle r=0,1,2,...}), где {\displaystyle p_{1},\dots ,p_{k}} — различные простые числа Ферма (теорема Гаусса — Ванцеля).
- Среди чисел вида {\displaystyle 2^{n}+1} простыми могут быть только числа Ферма (то есть число n обязано быть степенью 2). Действительно, если у n есть нечётный делитель {\displaystyle d>1} и {\displaystyle n/d=m}, то

{\displaystyle 2^{n}+1=(2^{m}+1)(1-2^{m}+2^{2m}-\cdots +2^{n-m}),}
и поэтому {\displaystyle 2^{n}+1} не является простым.
- Простоту некоторых чисел Ферма можно эффективно установить с помощью теста Пепина. Однако числа Ферма сильно растут, и этот тест был удачно применён только для 8 чисел, составность которых ранее не была доказана. По мнению Майера, Пападопулоса и Крэндалла, чтобы выполнить тесты Пепина на последующих числах Ферма, понадобится несколько десятилетий[3].
- Десятичная запись чисел Ферма, больших 5, оканчивается на 17, 37, 57 или 97.
- Каждый делитель числа {\displaystyle F_{n}} при {\displaystyle n>2} имеет вид {\displaystyle k\cdot 2^{n+2}+1} (Эйлер, Люка, 1878).
- Числа Ферма растут очень быстро: 9-е число больше гугола, а 334-е число больше гуголплекса.

## Разложение на простые
Всего по состоянию на 2025 год найдено 373 простых делителя чисел Ферма. Для 328 чисел Ферма доказано, что они составные, при этом для 2 из них (F20 и F24) до сих пор неизвестно ни одного делителя. Несколько новых делителей чисел Ферма находят каждый год.
Ниже приведено разложение чисел Ферма на простые сомножители, при {\displaystyle n\in \{5,6,7,8,9\}\colon }
{\displaystyle F_{5}=2^{2^{5}}+1=2^{32}+1=4294967297=(5\cdot 2^{5+2}+1)\cdot (52347\cdot 2^{5+2}+1)=641\cdot 6700417;}
{\displaystyle F_{6}=2^{2^{6}}+1=2^{64}+1=18446744073709551617=(1071\cdot 2^{6+2}+1)\cdot (262814145745\cdot 2^{6+2}+1)=274177\cdot 67280421310721;}
{\displaystyle {\begin{array}{lll}F_{7}=2^{2^{7}}+1=2^{128}+1&=&340282366920938463463374607431768211457=\\&=&(116\,503\,103\,764\,643\cdot 2^{7+2}+1)\cdot (11\,141\,971\,095\,088\,142\,685\cdot 2^{7+2}+1)=\\&=&59\,649\,589\,127\,497\,217\cdot 5\,704\,689\,200\,685\,129\,054\,721;\end{array}}}
{\displaystyle {\begin{array}{lll}F_{8}=2^{2^{8}}+1=2^{256}+1&=&115792089237316195423570985008687907853269984665640564039457584007913129639937=\\&=&(3853149761\cdot 157\cdot 2^{8+3}+1)\cdot (1057372046781162536274034354686893329625329\cdot 31618624099079\cdot 13\cdot 7\cdot 5\cdot 3\cdot 2^{8+3}+1)=\\&=&1238926361552897\cdot 93461639715357977769163558199606896584051237541638188580280321;\end{array}}}
{\displaystyle {\begin{array}{lll}F_{9}=2^{2^{9}}+1=2^{512}+1&=&13407807929942597099574024998205846127479365820592393377723561443721764030073546976801874298166903427690031858186486050853753882811946569946433649006084097=\\&=&(37\cdot 2^{9+7}+1)\cdot (43226490359557706629\cdot 1143290228161321\cdot 82488781\cdot 47\cdot 19\cdot 2^{9+2}+1)\times \\&&\times (16975143302271505426897585653131126520182328037821729720833840187223\cdot 17338437577121\cdot 40644377\cdot 26813\cdot 1129\cdot 2^{9+2}+1)=\\&=&2424833\cdot 7455602825647884208337395736200454918783366342657\cdot 741640062627530801524787141901937474059940781097519023905821316144415759504705008092818711693940737.\end{array}}}

## Обобщённые числа Ферма
Обобщённое число Ферма — число вида {\displaystyle a^{2^{n}}+b^{2^{n}}}. Числа Ферма являются их частным случаем для {\displaystyle a=2} и {\displaystyle b=1.}